# بطولة اتحاد غرب آسيا لكرة القدم 2000
كانت بطولة اتحاد غرب آسيا لكرة القدم 2000 الطبعة الأولى من بطولة اتحاد غرب آسيا لكرة القدم، بطولة كرة القدم الدولية للرجال كل سنتين في منطقة غرب آسيا التي ينظمها اتحاد غرب آسيا لكرة القدم (WAFF). لعبت البطولة في الفترة من 23 مايو إلى 3 يونيو. فازت إيران باللقب لتصبح أول بطل لبطولة غرب آسيا.

## الفرق
دخلت ست دول من غرب آسيا المسابقة بالإضافة إلى فريقين مدعوين من آسيا الوسطى. لعبت إيران بشكل رئيسي بلاعبين (ولكن ليس حصراً) من المنتخب الأولمبي.
- إيران
- العراق
- الأردن
- كازاخستان (فريق مدعو)
- قرغيزستان (فريق مدعو)
- لبنان
- فلسطين
- سوريا

## الملاعب
جرت جميع المباريات على ستاد الملك عبد الله الثاني في عمان.
| عمان                       | عمانبطولة اتحاد غرب آسيا لكرة القدم 2000 (Jordan) |
| ستاد الملك عبد الله الثاني | عمانبطولة اتحاد غرب آسيا لكرة القدم 2000 (Jordan) |
| السعة: 20,000              | عمانبطولة اتحاد غرب آسيا لكرة القدم 2000 (Jordan) |
|                            | عمانبطولة اتحاد غرب آسيا لكرة القدم 2000 (Jordan) |

## مسؤولو المباريات
الحكام
- إبراهيم عبد الحميد
- رحيم مجاهد
- حازم عيسى
- سالم محمود
- كورمانبيك أوردباييف
- فيكتور كولباكوف
- طلعت نجم
- نجم أبو عمران
- يوسف العقيلي
- عشيق عباس

الحكام المساعدون
- فلاح خوهي
- أحمد خضير
- عوني حسونة
- سيرغي روفينيسكي
- بهادير كوشوروف
- إسماعيل عزام
- مالك الشاخي
- مهيوب الصادق
- علي الخليفي
- معتز يغمور

## مرحلة المجموعات
يتقدم الفائزون في المجموعة وشاغلو المرتبة الثانية إلى الدور نصف النهائي.
جميع الأوقات محلية، توقيت شرق أوروبا الصيفي (ت ع م+3).

### المجموعة ألف
| م | الفريق        | لعب | ف | ت | خ | أ.له | أ.ع | أ.ف | نقاط | التأهل                      |
| - | ------------- | --- | - | - | - | ---- | --- | --- | ---- | --------------------------- |
| 1 | إيران (A)     | 3   | 2 | 1 | 0 | 5    | 1   | +4  | 7    | تقدم إلى مرحلة خروج المغلوب |
| 2 | سوريا (A)     | 3   | 2 | 0 | 1 | 5    | 1   | +4  | 6    | تقدم إلى مرحلة خروج المغلوب |
| 3 | كازاخستان (E) | 3   | 1 | 0 | 2 | 3    | 9   | −6  | 3    |                             |
| 4 | فلسطين (E)    | 3   | 0 | 1 | 2 | 3    | 5   | −2  | 1    |                             |

| إيران                         | 3–0   | كازاخستان |
| ----------------------------- | ----- | --------- |
| - كريمي 6'، 73' - هاشميان 45' | تقرير |           |

| فلسطين | 0–1 | سوريا         |
| ------ | --- | ------------- |
|        |     | - البيطار 80' |

| كازاخستان | 0–4   | سوريا                                                 |
| --------- | ----- | ----------------------------------------------------- |
|           | تقرير | - عزام 26' - البوشي 56' - حاج مصطفى 57' - البيطار 82' |

| إيران       | 1–1 | فلسطين       |
| ----------- | --- | ------------ |
| - سامره 54' |     | - لافي 90+2' |

| فلسطين                  | 2–3   | كازاخستان                             |
| ----------------------- | ----- | ------------------------------------- |
| - لافي 55' - الفران 83' | تقرير | - كاديركولوف 29'، 88' - بوغاتيريف 43' |

| إيران              | 1–0 | سوريا |
| ------------------ | --- | ----- |
| - كريمي 60' (ركل.) |     |       |

### المجموعة باء
| م | الفريق        | لعب | ف | ت | خ | أ.له | أ.ع | أ.ف | نقاط | التأهل                      |
| - | ------------- | --- | - | - | - | ---- | --- | --- | ---- | --------------------------- |
| 1 | العراق (A)    | 3   | 2 | 1 | 0 | 6    | 1   | +5  | 7    | تقدم إلى مرحلة خروج المغلوب |
| 2 | الأردن (A)    | 3   | 1 | 2 | 0 | 2    | 0   | +2  | 5    | تقدم إلى مرحلة خروج المغلوب |
| 3 | لبنان (E)     | 3   | 1 | 1 | 1 | 3    | 2   | +1  | 4    |                             |
| 4 | قرغيزستان (E) | 3   | 0 | 0 | 3 | 0    | 8   | −8  | 0    |                             |

| الأردن                             | 2–0 | قرغيزستان |
| ---------------------------------- | --- | --------- |
| - أبو زمع 28' (ركل.) - الشقران 68' |     |           |

| العراق                       | 2–1 | لبنان     |
| ---------------------------- | --- | --------- |
| - جاسم 63' (ركل.) - فوزي 66' |     | - زين 15' |

| لبنان                | 2–0 | قرغيزستان |
| -------------------- | --- | --------- |
| - زين 41' - عنتر 76' |     |           |

| الأردن | 0–0 | العراق |
| ------ | --- | ------ |
|        |     |        |

| العراق                           | 4–0 | قرغيزستان |
| -------------------------------- | --- | --------- |
| - فرحان 28'، 35'، 75' - محمد 67' |     |           |

| الأردن | 0–0 | لبنان |
| ------ | --- | ----- |
|        |     |       |

## مرحلة خروج المغلوب
في مرحلة خروج المغلوب، تم استخدام وقت إضافي وركلات الجزاء لتحديد الفائز إذا لزم الأمر.

### القوس
|  | نصف النهائي    | نصف النهائي |                      |   | النهائي | النهائي |
|  |                |             |                      |   |         |         |
|  | 31 مايو – عمان |             |                      |   |         |         |
|  |                |             |                      |   |         |         |
|  | سوريا (ج.)     | 0 (5)       |                      |   |         |         |
|  | سوريا (ج.)     | 0 (5)       | 3 يونيو – عمان       |   |         |         |
|  | العراق         | 0 (3)       |                      |   |         |         |
|  | العراق         | 0 (3)       | إيران                | 1 |         |         |
|  | 31 مايو – عمان |             | إيران                | 1 |         |         |
|  |                | سوريا       | 0                    |   |         |         |
|  | الأردن         | سوريا       | 0                    | 0 |         |         |
|  | الأردن         |             |                      | 0 |         |         |
|  | إيران          | 1           |                      |   |         |         |
|  | إيران          | 1           | مباراة المركز الثالث |   |         |         |
|  |                |             |                      |   |         |         |
|  | 2 يونيو – عمان |             |                      |   |         |         |
|  |                |             |                      |   |         |         |
|  | العراق         | 4           |                      |   |         |         |
|  | العراق         | 4           |                      |   |         |         |
|  | الأردن         | 1           |                      |   |         |         |

### نصف النهائي
| سوريا         | 0–0 (ب.و.إ.) | العراق |
| ------------- | ------------ | ------ |
|               |              |        |
| ركلات الترجيح |              |        |
|               | 5–3          |        |

| الأردن | 0–1 | إيران       |
| ------ | --- | ----------- |
|        |     | - كريمي 14' |

### مباراة المركز الثالث
| العراق                                 | 4–1 | الأردن      |
| -------------------------------------- | --- | ----------- |
| - فرحان 16'، 74' - عصاد 30' - محسن 37' |     | - تادرس 48' |

### النهائي
| إيران              | 1–0 | سوريا |
| ------------------ | --- | ----- |
| - بختياري زاده 36' |     |       |

| الفائز ببطولة اتحاد غرب آسيا لكرة القدم 2000 |
| -------------------------------------------- |
| · إيران · للمرة الأولى                       |

## الإحصائيات

### الهدافين
عدد الأهداف المُسجلة  33 هدفًا  في 16 مباراة، بمتوسط 2.06 هدفًا في المباراة الواحدة.
5 أهداف
- رزاق فرحان

4 أهداف
- علي كريمي

هدفان
- أسخات كاديركولوف
- هيثم زين
- فادي لافي
- مهند البيطار

هدف
- سهراب بختياري زاده
- علي سامره
- وحيد هاشميان
- أحمد كاظم عصاد
- حمزة هادي محسن
- عباس عبيد جاسم
- حسام فوزي
- هشام محمد
- عبد الله أبو زمع
- بدران الشقران
- جريس تادرس
- فياتشيسلاف بوغاتيريف
- رضا عنتر
- عادل الفران
- مهند البوشي
- نهاد حاج مصطفى
- أحمد عزام

### الترتيب النهائي
وفقا للعرف الإحصائي في كرة القدم، فإن المباريات التي تقرر في الوقت الإضافي تحسب على أنها مكاسب وخسائر، في حين أن المباريات التي تقررها ركلات الجزاء الترجيحية تحسب كتعادلات.
| م | الفريق    | لعب | ف | ت | خ | أ.له | أ.ع | أ.ف | نقاط | النتيجة النهائية                 |
| - | --------- | --- | - | - | - | ---- | --- | --- | ---- | -------------------------------- |
| 1 | إيران     | 5   | 4 | 1 | 0 | 7    | 1   | +6  | 13   | البطل                            |
| 2 | سوريا     | 5   | 2 | 1 | 2 | 5    | 2   | +3  | 7    | الوصيف                           |
| 3 | العراق    | 5   | 3 | 2 | 0 | 10   | 2   | +8  | 11   | المركز الثالث                    |
| 4 | الأردن    | 5   | 1 | 2 | 2 | 3    | 5   | −2  | 5    | المركز الرابع                    |
| 5 | لبنان     | 3   | 1 | 1 | 1 | 3    | 2   | +1  | 4    | انتهت مشاركته من مرحلة المجموعات |
| 6 | كازاخستان | 3   | 1 | 0 | 2 | 3    | 9   | −6  | 3    | انتهت مشاركته من مرحلة المجموعات |
| 7 | فلسطين    | 3   | 0 | 1 | 2 | 3    | 5   | −2  | 1    | انتهت مشاركته من مرحلة المجموعات |
| 8 | قرغيزستان | 3   | 0 | 0 | 3 | 0    | 8   | −8  | 0    | انتهت مشاركته من مرحلة المجموعات |